# Wahlenbergia angustifolia
Wahlenbergia angustifolia är en klockväxtart som först beskrevs av William Roxburgh, och fick sitt nu gällande namn av A.Dc. Wahlenbergia angustifolia ingår i släktet Wahlenbergia och familjen klockväxter. IUCN kategoriserar arten globalt som starkt hotad. Inga underarter finns listade i Catalogue of Life.